# Hailey Kilgore
Hailey Frances Kilgore (Humble, 16 febbraio 1999) è un'attrice e cantante statunitense.

## Biografia
Ha fatto il suo debutto professionale nel 2015, nella produzione della Portland Center Stage di Piccola città, seguita pochi mesi dopo da Ain't Misbehavin'. Nel 2017 debuttò a Broadway nel revival del musical Once on This Island, in cui interpretava Ti Moune: per la sua interpretazione ha vinto il Theatre World Award, oltre ad essere candidata all'Outer Critics Circle Award, il Drama League Award ed il Tony Award alla miglior attrice protagonista in un musical.

## Filmografia parziale

### Cinema
- Respect, regia di Liesl Tommy (2021)

### Televisione
- The Village – serie TV, 3 episodi (2019)
- Storie incredibili (Amazing Stories) – serie TV, episodio 1x02 (2020)

## Teatro
- Piccola città di Thornton Wilder, regia di Rose Riordan. Portland Center Stage di Portland (2015)
- Ain't Misbehavin, colonna sonora di Fats Waller, libretto di Richard Maltby Jr. e Murray Horwitz, regia di Chris Coleman. Portland Center Stage di Portland (2015)
- Once on This Island, colonna sonora di Stephen Schwartz, libretto di Lynn Ahrens, regia di Michael Arden. Circle in the Square Theatre di Broadway (2017)
- Into the Woods, colonna sonora di Stephen Sondheim, libretto di James Lapine, regia di Robert Longbottom. Hollywood Bowl di Los Angeles (2019)
- Hadestown, colonna sonora e libretto di Anaïs Mitchell, regia di Rachel Chavkin. Walter Kerr Theatre di Broadway (2025)